# Rolf Rose
Rolf Rose (* 1933 in Halberstadt) ist ein deutscher Künstler.

## Leben und Werk
Rolf Rose ist als Künstler Autodidakt, er ist Mitglied im Deutschen Künstlerbund, lebt und arbeitet in Krempe und Berlin.
Rose verließ bereits sehr früh die figürliche Malerei und malt von der Farbfeldmalerei inspirierte Bilder. In den 80er Jahren entstanden monumentale Werke, bei denen er die Ölfarbe mit Graphit vermengte. Die Farbe wurde mit dem Finger aufgetragen, später mit groben Industriespachteln. Dadurch erhalten seine Bilder eine große Plastizität. Seit den 80er Jahren verzichtete Rose mehr und mehr auf die Graphit-Beimengung, seine Werke wurden farbiger, behalten aber bis heute die formale Strenge bei. Neben seinen Gemälden hat er auch Plastiken (in der Regel aus bemaltem Holz) und Grafiken in unterschiedlichen Techniken geschaffen.

## Auszeichnungen
- 1995: Edwin-Scharff-Preis, Hamburg
- 1981: Arbeitsstipendium der Freien und Hansestadt Hamburg[4]

## Ausstellungen (Auswahl)

### Einzelausstellungen
- 2023: Lebenswerk. Galerie Floss & Schultz, Köln[5]
- 2021: Le stanze possibili, Castello 925, Venedig[6]
- 2018: Rheingoldphantasma, Galerie Floss & Schultz, Köln[3]
- 2017: Black Metter, Museum gegenstandsfreie Kunst, Otterndorf[7]
- 2016: Rolf Rose, Fuhrwerkswaage Kunstraum, Köln[8]
- 2015: search for perfection, Zone Contemporaine, Bern, Schweiz[9]
- 2012: Rolf Rose – Sonderausstellung, Ausstellungsgruppe der Griffelkunst-Vereinigung Hamburg, Otterndorf[10]
- 2011: Farbkörper, Wenzel-Hablik-Museum, Itzehoe[11][12]
- 2008: Die sieben Säulen der Weisheit, Levy Galerie, Hamburg[13]
- 2003: Rolf Rose zum 70. Geburtstag, Kunsthalle Hamburg, Galerie der Gegenwart[14]
- 2000: Rolf Rose >Malerei<, Renate Schröder Galerie, Mönchengladbach[15]
- 1997: painting at the end of this century (2), Galerie Rupert Walser, München[16]
- 1995: Oldenburger Kunstverein, Oldenburg i.O.
- 1994: Druckgraphik, Griffelkunst-Vereinigung Hamburg
- 1993: Rolf Rose, Sfeir-Semler Galerie, Kiel
- 1989: Bilder, Kunstverein Kehdingen, Freiburg/Elbe[17]
- 1986: Standpunkte, Kunsthalle Hamburg
- 1979: Künstlerhaus Hamburg, Hamburg[18]
- 1977: Rolf Rose, (mit Andreas Brandt), Neuer Berliner Kunstverein, Berlin[19]
- 1973: Galerie Neuendorf, Köln
- 1969: Galerie Hauptmann, Hamburg[20]

### Ausstellungsbeteiligungen
- 2020: paint vs colour, FIVE WALLS, Footscray, Australien[21]
- 2017: Mentales Gelb. Sonnenhöchststand, Städtische Galerie im Lenbachhaus, München[22]
- 2017: painting black, RAUM SCHROTH im Museum Wilhelm Morgner, Soest[23]
- 2016: 8 neue, aufregende Objekte! raum2810, Bonn[24]
- 2014: Dahlhausen viral, Kunstmuseum Ahlen[25]
- 2014: Painting Black, The Sylvia Wald & Po Kim Art Gallery, New York[26]
- 2013: Erste Reihe, Kunsthaus Hamburg[27]
- 2011: minimal and beyond, Kunsthalle Hamburg, Galerie der Gegenwart, Hamburg[28]
- 2009: arte povera bis minimal, Einblicke in die Sammlung Lafrenz, Museum Wiesbaden[29]
- 2008: Wir nennen es Hamburg – Interdisziplinäres Kunstfestival, Kunstverein in Hamburg[30]
- 2007: Weltempfänger – 10 Jahre Galerie der Gegenwart, Kunsthalle Hamburg, Galerie der Gegenwart, Hamburg[31]
- 2006: Minimal Illusions – Arbeiten mit der Sammlung Rik Reinking, Villa Merkel, Esslingen am Neckar
- 2004: FARBFILM 2004 – Farbe und Licht in der Malerei der Gegenwart, Schloss Plüschow Mecklenburgisches Künstlerhaus[32]
- 2003: Dasein, Positionen zeitgenössischer Kunst aus der Sammlung Reinking, Ernst Barlach-Museum Wedel
- 2001: Klar, Kunst von 1964 bis 1998 aus der Sammlung Falckenberg, Kunstverein Harburger Bahnhof
- 1999: Die Farbe (Rot) hat mich, Karl Ernst Osthaus-Museum, Hagen
- 1997: Bildräume, Landeskulturzentrum Salzau, Schleswig-Holstein[33]
- 1996: Malerei fundamental, Galerie m, Bochum[34]
- 1995: Kunst in Deutschland, Bundeskunsthalle Bonn[35]
- 1993: Made in Hamburg – fünfteiliger Ausstellungszyklus, Teil 1 Farbauftrag, Kunsthaus Hamburg[36]
- 1985: Zeitgenössische Druckgraphik, Edition 1975–1985, Griffelkunst-Vereinigung Hamburg[37]